# Puurs Excelsior RSK

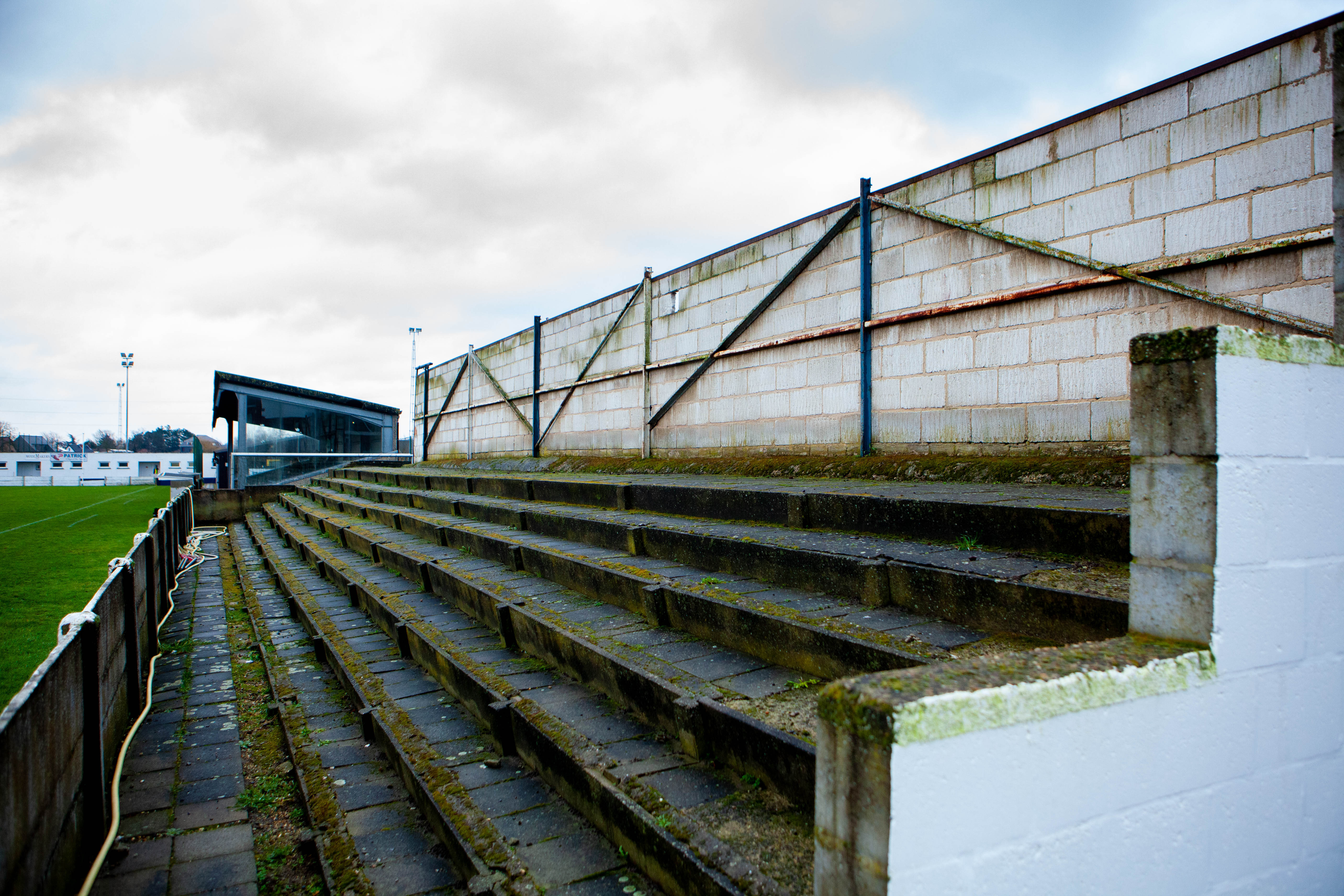
De thuisbasis van Puurs Excelsior RSK.

Puurs Excelsior RSK is een Belgische voetbalclub uit Puurs. De club is aangesloten bij de KBVB met stamnummer 3855 en heeft rood en blauw als kleuren. De club speelt in de provinciale reeksen, maar speelde in haar bestaan ook anderhalf decennium in de nationale reeksen.

## Geschiedenis
In het begin van de jaren 30 speelde in Puurs voetbalclub Puursica, ook wel blauw-wit genoemd. Na interne meningsverschillen ontstond in 1938 Puurs Excelsior FC, dat tot 1943 bij de Vlaamse Voetbalbond speelde, een met de KBVB concurrerende bond. In 1943 maakte men uiteindelijk de overstap naar de Belgische Voetbalbond, waar men stamnummer 3855 kreeg. Puurs speelde er de volgende decennia in de provinciale reeksen.
In 1965 bereikte men voor het eerst de nationale bevorderingsreeksen of Vierde Klasse. De club ging spelen op een nieuw terrein aan de Kerkhofstraat. Puurs deed het meteen goed in Vierde Klasse en eindigde er het eerste seizoen als vijfde. Een jaar later kende men nog meer succes en de club werd reekswinnaar. Na twee jaar stootte Puurs zo in 1967 door naar Derde Klasse.
Ook in Derde Klasse bleef Puurs Excelsior FC het goed doen en men eindigde er het eerste seizoen al meteen op een derde plaats. Dit zou de hoogste eindplaats ooit van de club worden. Puurs speelde nog een paar seizoenen met wisselende resultaten in de middenmoot, maar in de eerste helft van de jaren 70 eindigde de club telkens maar net boven de degradatieplaatsen. Een voorlaatste plaats in 1975 betekende na acht seizoenen in Derde Klasse uiteindelijk toch de degradatie. Begin jaren 70 was de Belgische Voetbalbond ook begonnen met officieel damesvoetbal en ook Puurs werd hierin actief.
Puurs speelde nog een half decennium in de middenmoot in Vierde Klasse, maar na een voorlaatste plaats in 1980 zakte de club na 15 jaar nationaal voetbal weer naar de provinciale reeksen. Puurs kon niet meer terugkeren en bleef in de provinciale reeksen spelen. Begin jaren 90 werd de damesafdeling zelfstandig, en ging verder als DAVO Puurs, dat zich bij de Voetbalbond aansloot met stamnummer 9271. Puurs Excelsior FC zakte ondertussen echter weg in de provinciale reeksen. In 1998 zakte men zelfs naar het allerlaagste niveau, Vierde Provinciale.
In 2005 keerde de club terug in Derde Provinciale. In 2006 ging men een fusie aan met Ruisbroek SK, dat bij de KBVB was aangesloten met stamnummer 6618 en eveneens in de provinciale reeksen speelde. Ruisbroek zou na het seizoen 2005/06 geen bestuur meer hebben en dreigde te verdwijnen, ondanks een actieve jeugdwerking. Uiteindelijk kwam het in juni 2006 tot een fusie tot beide clubs. Men speelde verder onder stamnummer 3855 als K. Puurs Excelsior RSK, waarbij de RSK verwijst naar Ruisbroek SK. De clubkleuren werden rood en blauw. Geen enkele speler van het eerste elftal van Ruisbroek kwam echter mee naar de fusieclub. De club kende een moeilijk seizoen en zakte in 2007 opnieuw naar het laagste niveau.
Na telkens de eindronde te spelen in vierde provinciale kon Excelsior Puurs in 2011 terug stijgen naar derde provinciale, maar na slechts één seizoen volgde alweer de degradatie naar vierde provinciale.
Na het seizoen 2017/18 gooit de club de handdoek in de ring en houdt op te bestaan. Tergelijkertijd ontstaat een nieuwe club Puursica Puurs, met stamnummer 9706. In 2019 fusioneert de nieuwe club met Kalfort Daghet, en krijgt als nieuwe naam Kalfort Puursica.